# Аверкије Џорданвилски
Аверкије Џорданвилски (рођ. Александар Павлович Таушев; 1906, Казањ - 1976, Џорданвил, САД) — епископ Руске заграничне цркве, архиепископ Сиракузски и Тројицки, настојатељ Манастирa Свете Тројице у Џорданвилу и ректор Свето-Троицке духовне академије, теолошки књижевник.
Рођен је 19. октобра 1906. године у граду Казањ, као Александар Павлович Таушев. Служба његовог оца, племића и високог државног чиновника Царске Русије, била је таква да је морао често да мења боравиште. Тако је млади Александар имао прилику да из прве руке упозна срце Русије, њене манастире и светиње. У време грађанског рата који је уследио након Октобарске револуције, породица Таушев је напустила Русију. Настанили су се у Бугарској, у Варни, где је Александар похађао школу и где је упознао Архиепископа Теофана Полтавског (1873—1940), духовника који је био силно привржен предањској православној ексиологији, ученик епископа Теофана Затворника (+1894).
1930. године отишао је у Карпато-Русију (Чехословачка), где 1931. прима монашки постриг, а наредне године бива рукоположен за свештеникаи и добија парохију. Када су 1940. године Мађари окупирали то подручје, отац Аверкије одлази у Београд где служи уз првојерарха Руске Заграничне Цркве, Митрополита Анастасија. У Београду почиње да предаје Богословље. Године 1945. заједно са Епископским Синодом прелази у Минхен, где наставља да ради као професор Богословља.
По доласку у Америку 1951. године позван је у новооснаовану Светотројицку семинарију у Џорданвилу да предаје Нови Завет, Литургику и Омилитику. Следеће године постаo je ректор семинарије, за коју ће бити везан до краја живота и у којој ће извести на пут генерације православних свештеника. Године 1953. постаје Епископ Сиракушки и Тројицки. По смрти Архиепископа Виталија постаје и духовник Светотроицког манастира.
17. августа 1961. године, његова титула је промењена у „Сиракуски и Тројички“, а сам епископ Аверкиje уздигнут је у ранг архиепископа.
Од 1964. године је стални члан Архијерејског синода РПЦЗ. Био председник добротворне фондације назване по светом Јовану Кронштатском. Духовни вођа покрета „Младост Светог Владимира“.
Године 1967. архиепископ Аверкије написао је неколико писама Првом Архијереју РПЦЗ, митрополиту Филарету (Вознесенском), у којима се жалио да је Митрополит био под утицајем свог секретара протопрезвитера Георгија Грабеа и његове „странке“ .
У последњој години живота био је веома болестан. Умро је 10. априла 1976. Сахрањен у крипти храма манастира Свете Тројице у Џорданвилу .